# لیگ برتر فوتبال ایران ۸۲–۱۳۸۱
لیگ برتر فوتبال ایران ۸۲–۱۳۸۱ دومین دوره جام خلیج فارس و بیست و یکمین دوره لیگ فوتبال ایران که توسط فدراسیون فوتبال ایران برگزار شد.
تیم سپاهان اصفهان برای اولین بار قهرمان این دوره از رقابت‌ها شد و به مسابقات لیگ قهرمانان آسیا ۲۰۰۴ راه پیدا کرد.

## تیم‌ها بر پایه استان
| استان       | تعداد تیم‌ها | تیم‌ها                                      |
| ----------- | ----------- | ------------------------------------------ |
| تهران       | ۵           | استقلال، پرسپولیس، پاس تهران، پیکان، سایپا |
| خوزستان     | ۳           | فولاد، استقلال اهواز، صنعت نفت آبادان      |
| اصفهان      | ۲           | سپاهان، ذوب آهن                            |
| فارس        | ۲           | فجر سپاسی، برق شیراز                       |
| خراسان رضوی | ۱           | ابومسلم                                    |
| گیلان       | ۱           | ملوان                                      |

## جدول لیگ
| رتبه | تیم           | بازی | برد | مساوی | باخت | گل زده | گل خورده | گل تفاضل | امتیاز | صعود یا سقوط                                |
| ---- | ------------- | ---- | --- | ----- | ---- | ------ | -------- | -------- | ------ | ------------------------------------------- |
| ۱    | سپاهان        | ۲۶   | ۱۶  | ۴     | ۶    | ۴۷     | ۲۷       | ۲۰+      | ۵۲     | صعود به مرحله گروهی لیگ قهرمانان آسیا ۲۰۰۴  |
| ۲    | پاس           | ۲۶   | ۱۳  | ۶     | ۷    | ۳۷     | ۲۳       | ۱۴+      | ۴۵     |                                             |
| ۳    | پرسپولیس      | ۲۶   | ۱۱  | ۱۱    | ۴    | ۳۰     | ۲۱       | ۹+       | ۴۴     |                                             |
| ۴    | فجر سپاسی     | ۲۶   | ۱۱  | ۹     | ۶    | ۲۸     | ۲۱       | ۷+       | ۴۲     |                                             |
| ۵    | پیکان         | ۲۶   | ۱۰  | ۷     | ۹    | ۲۷     | ۲۴       | ۳+       | ۳۷     |                                             |
| ۶    | سایپا         | ۲۶   | ۹   | ۸     | ۹    | ۲۹     | ۳۰       | ۱−       | ۳۵     |                                             |
| ۷    | فولاد         | ۲۶   | ۹   | ۷     | ۱۰   | ۳۴     | ۳۶       | ۲−       | ۳۴     |                                             |
| ۸    | ذوب‌آهن        | ۲۶   | ۱۰  | ۴     | ۱۲   | ۲۲     | ۲۹       | ۷−       | ۳۴     | صعود به مرحله گروهی لیگ قهرمانان آسیا ۲۰۰۴۱ |
| ۹    | استقلال       | ۲۶   | ۸   | ۸     | ۱۰   | ۳۲     | ۳۰       | ۲+       | ۳۲     |                                             |
| ۱۰   | برق شیراز     | ۲۶   | ۹   | ۵     | ۱۲   | ۲۸     | ۳۷       | ۹−       | ۳۲     |                                             |
| ۱۱   | استقلال اهواز | ۲۶   | ۶   | ۱۰    | ۱۰   | ۲۴     | ۳۰       | ۶−       | ۲۸     |                                             |
| ۱۲   | ابومسلم       | ۲۶   | ۵   | ۱۱    | ۱۰   | ۲۲     | ۲۶       | ۴−       | ۲۶     |                                             |
| ۱۳   | صنعت نفت      | ۲۶   | ۶   | ۸     | ۱۲   | ۲۵     | ۳۴       | ۹−       | ۲۶     | سقوط به لیگ آزادگان ۸۳–۱۳۸۲                 |
| ۱۴   | ملوان         | ۲۶   | ۶   | ۸     | ۱۲   | ۱۷     | ۳۴       | ۱۷−      | ۲۶     | سقوط به لیگ آزادگان ۸۳–۱۳۸۲                 |

## جدول نتایج
آخرین به روزرسانی ۱۶ خرداد ۱۳۸۲
| ميزبان / ميهمان۱ | ابو | برق | استقلال | اس ا | ملو | پاس | پیک | پرس | سای | نفت | سپا | فول | فجر | ذوب |
| ابومسلم          |     | ۳–۰ | ۲–۲     | ۱–۰  | ۰–۰ | ۱–۲ | ۳–۱ | ۰–۱ | ۰–۰ | ۰–۰ | ۱–۱ | ۲–۰ | ۰–۱ | ۰–۰ |
| برق شیراز        | ۲–۱ |     | ۱–۲     | ۰–۳  | ۰–۰ | ۰–۳ | ۱–۰ | ۱–۲ | ۲–۲ | ۲–۱ | ۱–۲ | ۱–۰ | ۰–۱ | ۴–۰ |
| استقلال          | ۰–۰ | ۱–۲ |         | ۰–۰  | ۳–۰ | ۳–۱ | ۲–۱ | ۱–۲ | ۱–۳ | ۱–۰ | ۲–۳ | ۰–۰ | ۰–۱ | ۰–۰ |
| استقلال اهواز    | ۱–۱ | ۱–۲ | ۲–۱     |      | ۰–۰ | ۰–۲ | ۰–۱ | ۰–۰ | ۲–۵ | ۳–۲ | ۱–۰ | ۰–۲ | ۱–۱ | ۲–۱ |
| ملوان            | ۱–۱ | ۲–۱ | ۰–۰     | ۰–۰  |     | ۱–۰ | ۱–۰ | ۱–۱ | ۰–۱ | ۱–۰ | ۲–۱ | ۱–۱ | ۰–۴ | ۰–۱ |
| پاس              | ۱–۰ | ۱–۱ | ۱–۱     | ۲–۲  | ۲–۰ |     | ۲–۰ | ۰–۱ | ۲–۰ | ۴–۲ | ۱–۲ | ۱–۲ | ۲–۱ | ۱–۲ |
| پیکان            | ۴–۱ | ۱–۰ | ۱–۰     | ۱–۱  | ۴–۰ | ۰–۰ |     | ۱–۱ | ۳–۱ | ۱–۲ | ۰–۲ | ۲–۱ | ۱–۰ | ۰–۰ |
| پرسپولیس         | ۱–۰ | ۰–۰ | ۱–۱     | ۲–۱  | ۲–۳ | ۰–۰ | ۱–۰ |     | ۲–۱ | ۱–۰ | ۱–۱ | ۳–۳ | ۲–۰ | ۰–۱ |
| سایپا            | ۰–۱ | ۳–۰ | ۲–۱     | ۰–۰  | ۳–۲ | ۰–۲ | ۱–۲ | ۱–۱ |     | ۱–۰ | ۰–۰ | ۱–۱ | ۰–۰ | ۰–۱ |
| صنعت نفت         | ۳–۱ | ۱–۲ | ۱–۰     | ۱–۱  | ۱–۰ | ۱–۱ | ۰–۰ | ۰–۰ | ۱–۲ |     | ۰–۱ | ۲–۲ | ۱–۱ | ۱–۰ |
| سپاهان           | ۱–۱ | ۱–۰ | ۳–۲     | ۱–۰  | ۲–۰ | ۲–۳ | ۴–۲ | ۲–۱ | ۳–۰ | ۴–۱ |     | ۲–۳ | ۱–۲ | ۴–۰ |
| فولاد            | ۲–۱ | ۲–۵ | ۱–۲     | ۲–۱  | ۲–۰ | ۱–۰ | ۰–۰ | ۰–۲ | ۲–۰ | ۳–۱ | ۱–۳ |     | ۲–۲ | ۰–۱ |
| فجر سپاسی        | ۱–۰ | ۰–۰ | ۲–۳     | ۲–۱  | ۳–۲ | ۰–۲ | ۰–۰ | ۰–۰ | ۱–۱ | ۰–۰ | ۲–۰ | ۱–۰ |     | ۱–۲ |
| ذوب آهن          | ۱–۱ | ۴–۰ | ۰–۳     | ۰–۱  | ۱–۰ | ۰–۱ | ۰–۱ | ۳–۲ | ۰–۱ | ۲–۳ | ۰–۱ | ۲–۱ | ۰–۱ |     |

منبع: http://www.iplstats.com/
۱تیمهای میزبان در جدول عمودی و میهمان در جدول افقی.
رنگ ها: آبی = برد در خانه خود; زرد = مساوی; قرمز = باخت در خانه خود.

## گلزنان
| نام بازیکن   |    | تیم       |
| ------------ | -- | --------- |
| ادموند بزیک  | ۱۳ | سپاهان    |
| محرم نویدکیا | ۱۲ | سپاهان    |
| رضا عنایتی   | ۱۱ | ابومسلم   |
| علی علی‌زاده  | ۹  | فجر سپاسی |
| بهنام سراج   | ۸  | فولاد     |
| محمد مؤمنی   | ۸  | سایپا     |
| محمد منصوری  | ۸  | برق شیراز |

## داوران
| #  | داوران           | -  |
| -- | ---------------- | -- |
| ۱  | علی خسروی        | ۱۶ |
| ۲  | فریدون اصفهانیان | ۱۵ |
| ۳  | جلال مرادی       | ۱۳ |
| ۴  | رحیم رحیمی‌مقدم   | ۱۳ |
| ۵  | مسعود مرادی      | ۱۳ |
| ۶  | فرج‌اله یثربی     | ۱۱ |
| ۷  | حسین عرب‌براقی    | ۱۰ |
| ۸  | خداداد افشاریان  | ۱۰ |
| ۹  | ایرج نظری        | ۹  |
| ۱۰ | مهدی هنروری      | ۸  |
| ۱۱ | حسین یدی         | ۸  |
| ۱۲ | محسن ترکی        | ۸  |
| ۱۳ | سیامک بخشی       | ۸  |
| ۱۴ | هدایت ممبینی     | ۷  |
| ۱۵ | محسن قهرمانی     | ۶  |
| ۱۶ | منصور محمدی      | ۵  |
| ۱۷ | محمود رفیعی      | ۴  |
| ۱۸ | نوید مظفری       | ۲  |
| ۱۹ | ولادیمیر هریناک  | ۱  |
| ۲۰ | روبرتو روزتی     | ۱  |
| ۲۱ | سعادت باغبان     | ۱  |

## خلاصه
- تیم فوتبال سپاهان اصفهان با سرمربیگری فرهاد کاظمی به عنوان اولین تیم غیر تهرانی در این دوره از مسابقات به قهرمانی دست یافت.
- تیمهای صنعت نفت آبادان و ملوان بندر انزلی به مسابقات دسته اول سقوط کردند.